# 코코니노군

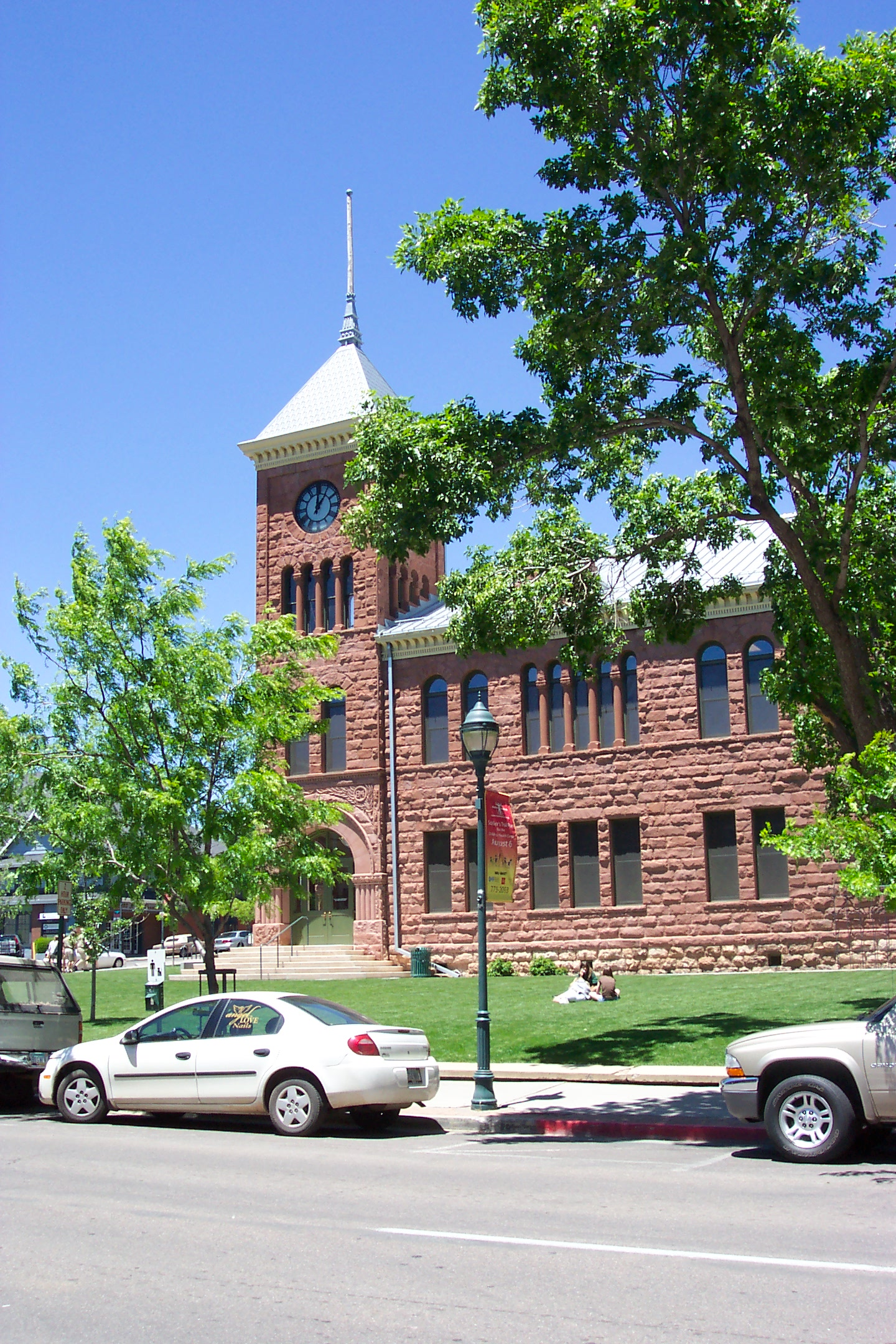

코코니노군 또는 코코니노 카운티(Coconino County)는 미국 애리조나주에 위치한 군이다. 2010년 기준으로 이 지역의 인구 수는 총 134,421명이다. 2019년 추산으로 이 지역의 총 인구 수는 143,476명이다. 코코니노군에는 모하비군과의 경계지역에 그랜드 캐니언이 있다. 코코니노군의 카운티청 소재지이자 최대도시는 플래그스태프다.

## 인구
| 인구조사                                                      | 인구    | Note  | %±    |
| ------------------------------------------------------------- | ------- | ----- | ----- |
| 1900년                                                        | 5,514   |       | —     |
| 1910년                                                        | 8,130   |       | 47.4% |
| 1920년                                                        | 9,982   |       | 22.8% |
| 1930년                                                        | 14,064  |       | 40.9% |
| 1940년                                                        | 18,770  |       | 33.5% |
| 1950년                                                        | 23,910  |       | 27.4% |
| 1960년                                                        | 41,857  |       | 75.1% |
| 1970년                                                        | 48,326  |       | 15.5% |
| 1980년                                                        | 75,008  |       | 55.2% |
| 1990년                                                        | 96,591  |       | 28.8% |
| 2000년                                                        | 116,320 |       | 20.4% |
| 2010년                                                        | 134,421 |       | 15.6% |
| 2019 (추산)                                                   | 143,476 | [ 1 ] | 6.7%  |
| U.S. Decennial Census 1790–1960 1900–1990 1990–2000 2010–2018 |         |       |       |